# Shugborough Hall

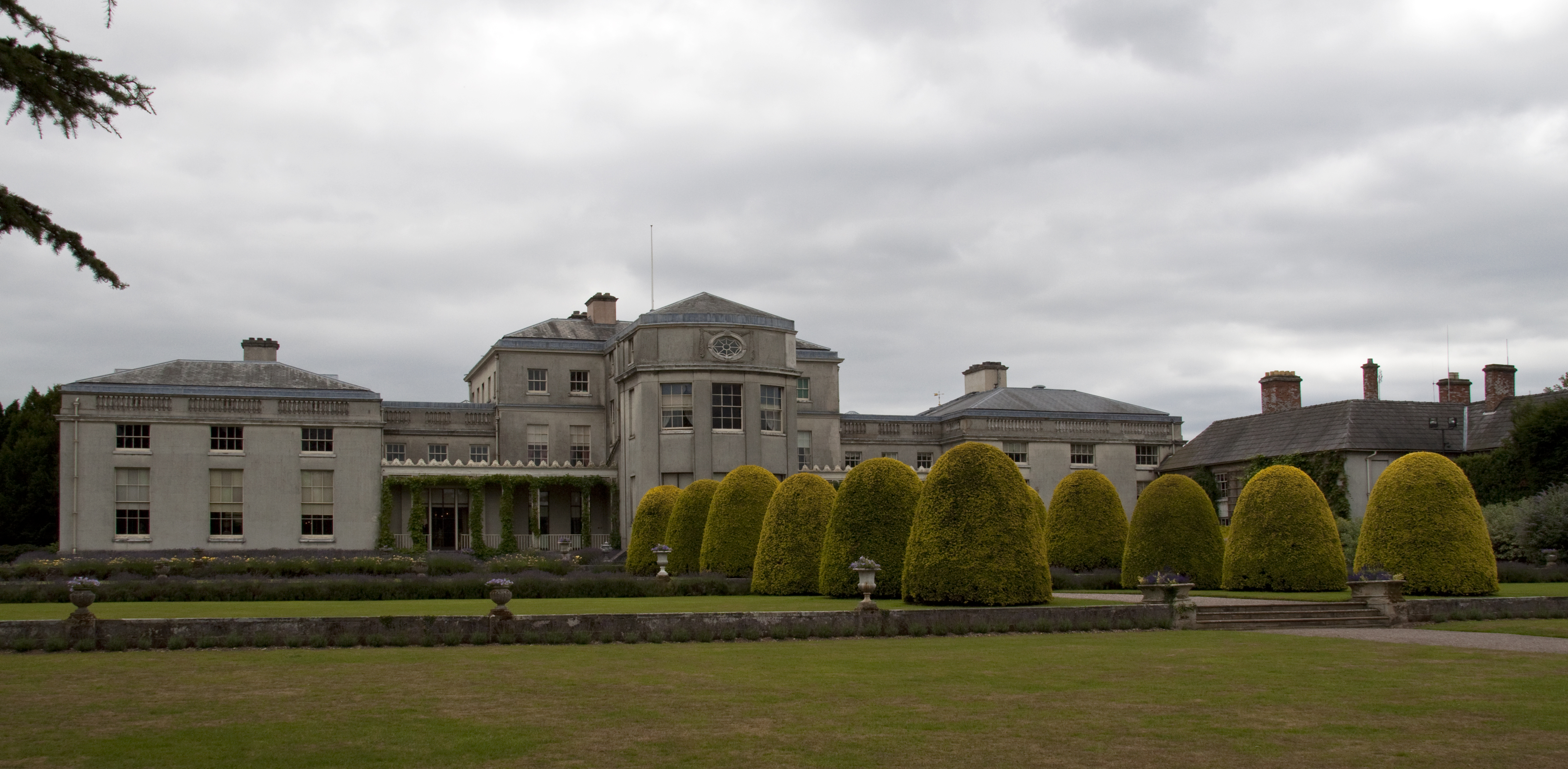
Shugborough Hall, nello Staffordshire

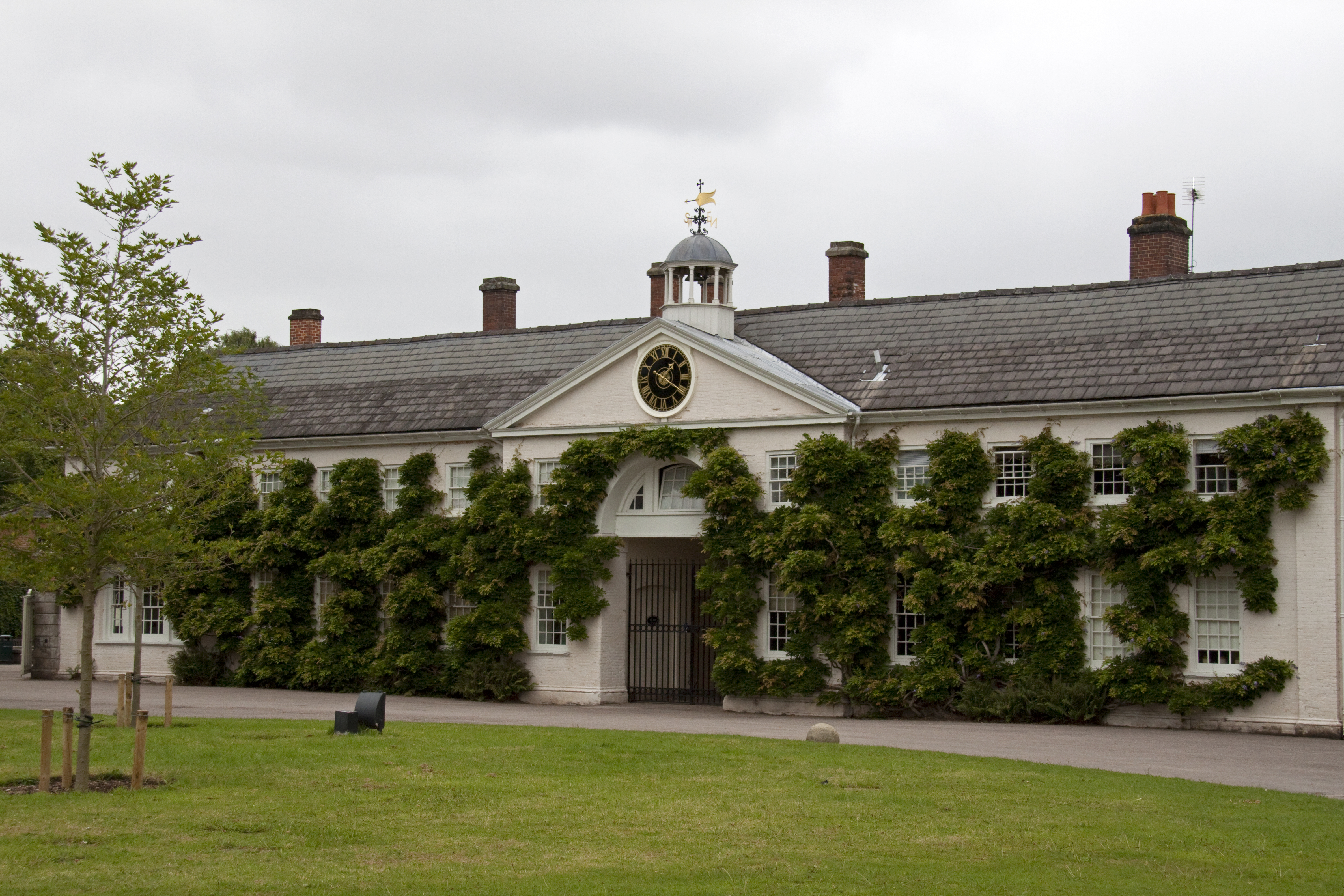
La facciata principale di Shugborough Hall

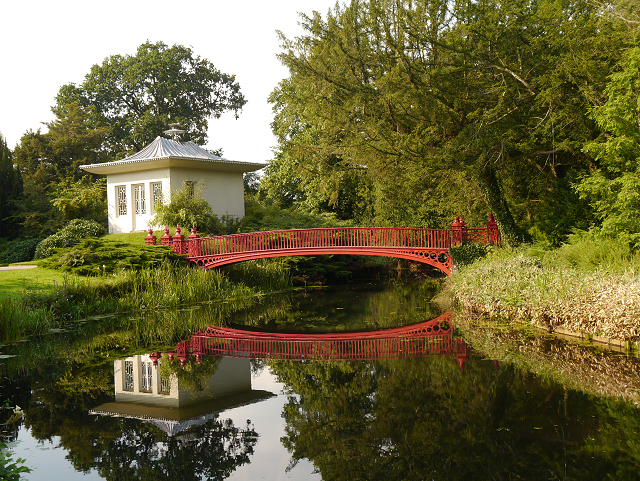
La casa cinese

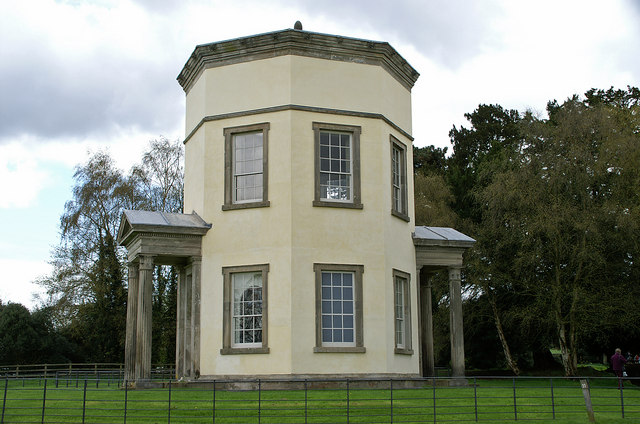
Shugborough Hall: la "Torre dei Venti"

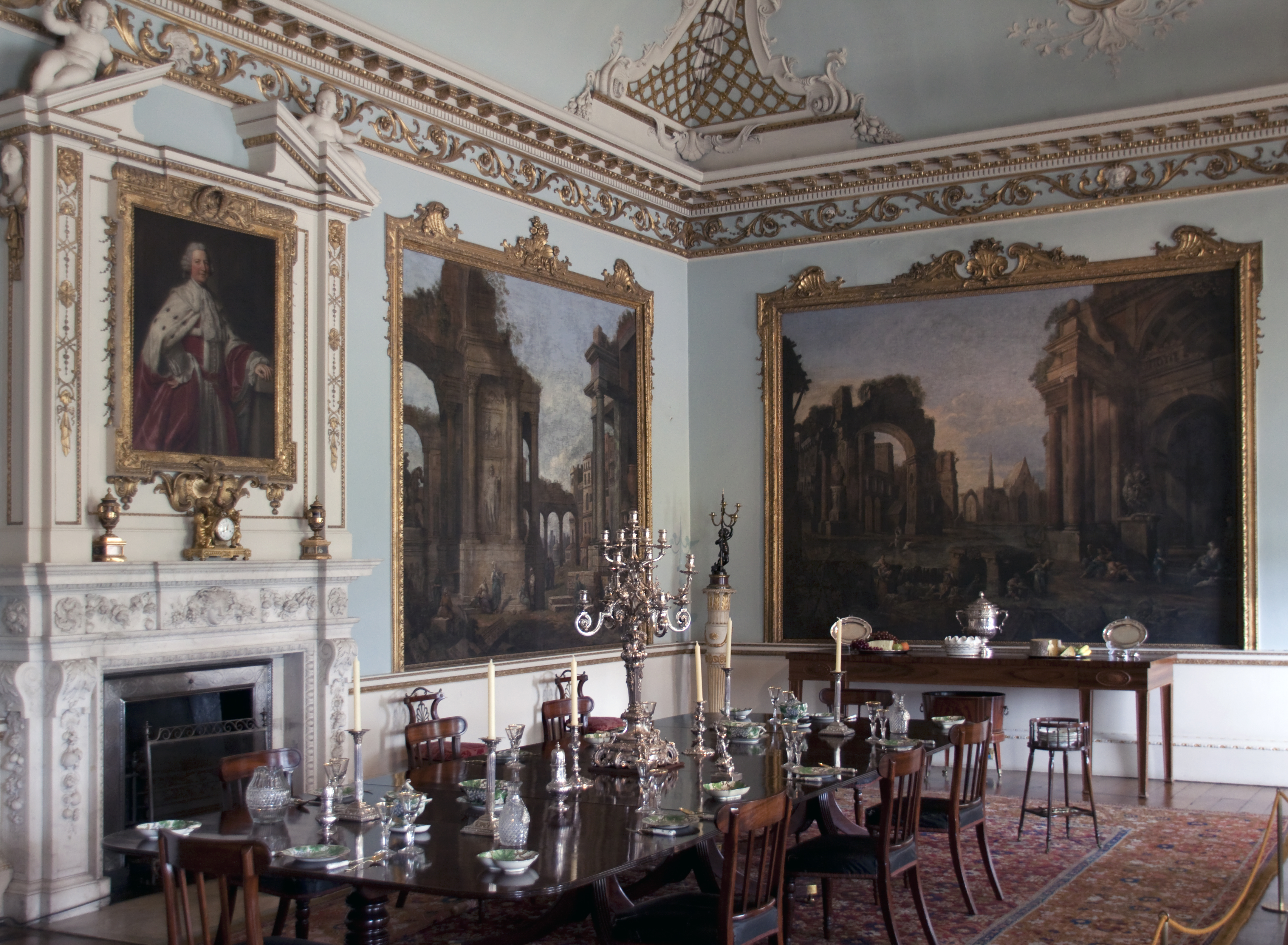
Una delle sale di Shugborough Hall

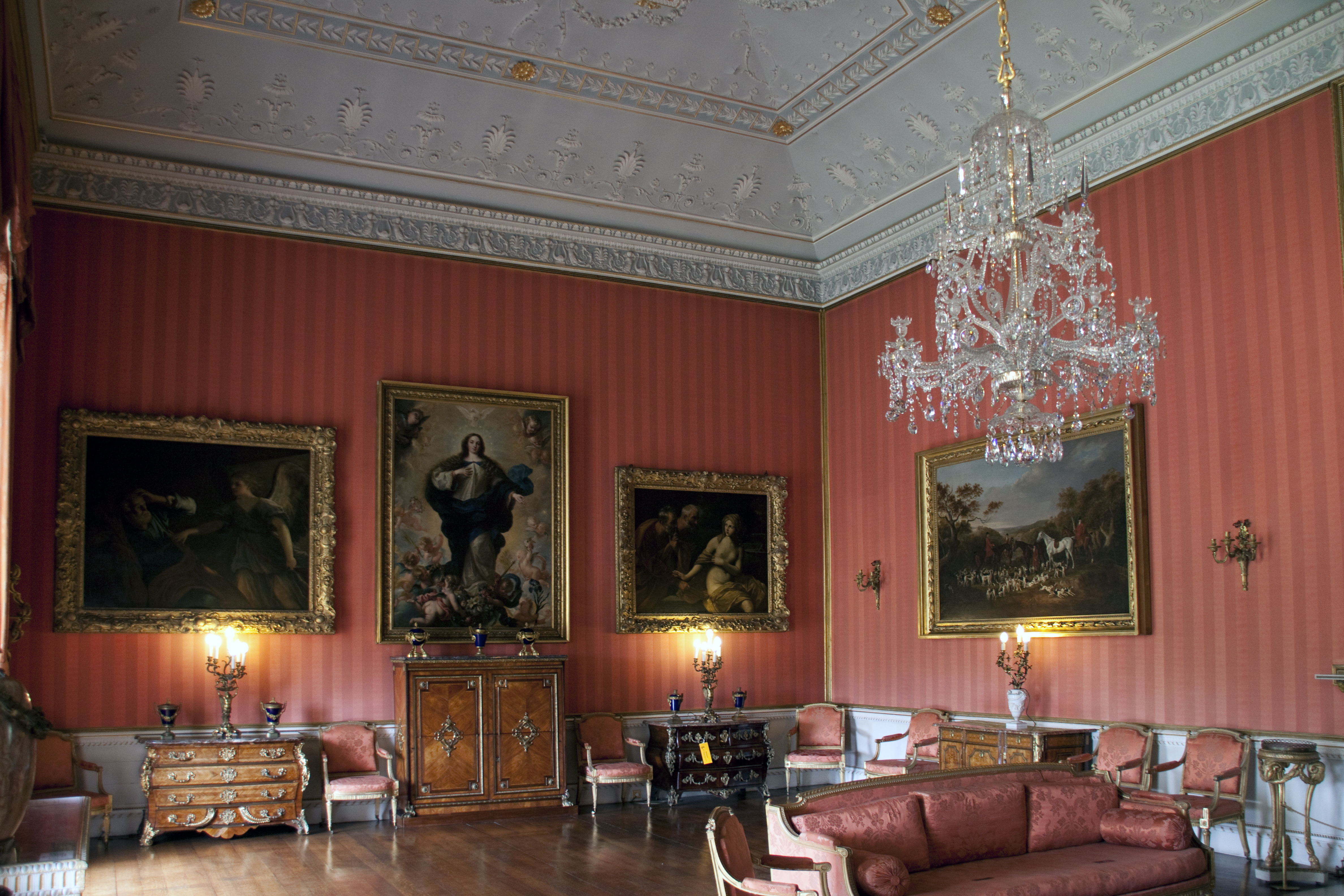
Altra sala di Shugborough Hall

Shugborough Hall è una storica residenza in stile georgiano e neoclassico situata nei pressi del villaggio inglese di Great Haywood, nell'area nota come Cannock Chase (Staffordshire): costruita a partire dal 1693 sulle rovine di un palazzo vescovile ed ampliata tra il XVIII e il XIX secolo, fu la dimora della famiglia Anson, conti di Lichfield, famiglia che annoverava tra i suoi componenti anche il celebre fotografo Patrick Anson, V conte di Lichfield (1933-2005).
La tenuta, ora di proprietà del National Trust, è famosa anche per la cosiddetta "iscrizione di Shugborough.

## Storia
Il palazzo originario, sulle cui ceneri è sorta Shugborough Hall, risaliva al XIV secolo ed era di proprietà dei vescovi di Lichfield.
Nel 1640, la tenuta, della superficie di 8 acri, fu acquistata per la considerevole cifra di 1.000 sterline da un avvocato, tale William Anson. 53 dopo, un suo nipote omonimo fece costruire una casa di tre piani.
Nel 1745, la casa fu trasformata in una residenza in stile georgiano dall'architetto Thomas Wright.
In seguito, la proprietà venne ereditata da Thomas Anson (1695-1773),, fratello dell'ammiraglio George Anson: Thomas Anson fece ridisegnare gli interni secondo lo stile classico greco e romano.
Tra il 1795 e il 1805, fu poi ridisegnato il parco circostante, ad opera dell'architetto John Webb. Al parco fu aggiunto un giardino formale nel 1855, progettato dall'architetto William Nesfield.
|  |

Nel 1960, la tenuta di Shugborough fu donata al National Trust.

## Architettura

### Esterni

#### The Ruin
Tra gli edifici d'interesse nel parco che circonda la villa, figura The Ruin, realizzata su progetto di Thomas Wright intorno al 1750.

#### Chinese House
Altro edificio d'interesse del parco è la Chinese House, la casa cinese, un edificio completato nel 1747 e la cui costruzione si basa su alcuni schizzi fatto duranti un viaggio in Cina dell'ammiraglio George Anson.

#### Torre dei Venti
Altro edificio d'interesse della tenuta è la "Torre dei Venti": completata nel 1765, ospita un orologio ad acqua.

#### Lo Shepherd's Monument e l'iscrizione di Shugborough
Altro punto d'interesse è rappresentato dallo Shepherd's Monument ("Monumento del Pastore"), un'edicola dell'altezza di circa 6 metri, che Thomas Anson commissionò tra il 1748 e il 1763 allo scultore Peter Scheemakers.
Sulla lastra inferiore di questo monumento campeggia l'iscrizione D.O.U.O.S.V.A.V.V.M., il cui oscuro significato è stato oggetto di studi da parte di personalità illustri quali lo scienziato Charles Darwin, lo scrittore Charles Dickens e il ceramista Josiah Wedgwood.

### Interni
All'interno dell'edificio si trovano vari mobili nello stile Luigi XV e XVI.
Alcune sale ospitano una mostra fotografica dedicata alle opere di Patrick, conte di Lichfield.